# Pall
El Pall és un riu de Luxemburg i Bèlgica, a Arlon (Bèlgica) i travessa la regió de Gutland (Luxemburg), és afluent de l'Attert, pel que és també un subafluent del Rin.

## Geografia
Després del seu naixement a Bèlgica, creua la frontera en un lloc anomenat Diggel aigua amunt de la localitat d'Oberpallen on rep pel seu marge esquerre el torrent Peilz.
Cap a l'est, el primer afluent al marge dret és el Merelbaach aigua amunt de Levelange.
A l'alçada de Niederpallen, rep el seu segon afluent dret, el Naerdenerbaach, després contínua cap al nord-est i desemboca en l'Attert aigua amunt de Reichlange.
- Altitud de la font : 325 metres
- Alçat de la boca: 252 metres
- Longitud: 10.600 metres dels quals 1.400 a Bèlgica.